# گمینا اوخانگه
گمینا اوخانگه (به لهستانی:  Gmina Uchanie) یک گمینا در لهستان است که در شهرستان خروبیشوف واقع شده‌است. گمینا اوخانگه ۱۲۰٫۷۵ کیلومتر مربع مساحت و ۴٬۸۷۳ نفر جمعیت دارد.